# إيردراي

مقاطعة البرتا

إيردراي (بالإنجليزية: Airdrie)‏ بلدة كندية في مقاطعة ألبرتا في منطقة كالغاري.

## جغرافيتها
تبلغ مساحتها 33.10 كلم2 وعدد سكانها بحسب إحصائية سنة 2006 حوالي 28,927 نسمة بكثافة 874 نسمة/كلم2. وإحداثياتها هي 51°17′30″ N 114°00′52″ W .